# Манитоба Мус
«Манито́ба Мус» (англ. Manitoba Moose) — профессиональный хоккейный клуб, выступающий в АХЛ и базирующийся в городе Виннипег, провинция Манитоба, Канада. Ныне является фарм-клубом команды НХЛ «Виннипег Джетс».

## История

### 1994—2011
Франшиза берёт своё начало в Сент-Поле (штат Миннесота). С 1994 по 1996 год в этом городе играл клуб ИХЛ «Миннесота Мус». Но в 1996 году клуб переехал в Виннипег (так как команда НХЛ «Виннипег Джетс» переехала, в свою очередь, в Финикс) и стал называться «Манитоба Мус». Клуб играл в ИХЛ до 2001 года, когда сама ИХЛ была ликвидирована. В 2001—2011 годах «Манитоба Мус» выступал в АХЛ, будучи фарм-клубом «Ванкувер Кэнакс». Команда проходила в плей-офф АХЛ в 9 сезонах из 10 проведённых ею в лиге, а наиболее успешным стал сезон 2008/09 — «Манитоба» вышла в финал Кубка Колдера (где уступила «Херши Бэрс» со счётом 2:4 в серии), а также показала лучший результат в регулярном первенстве АХЛ (выиграв МакГрегор Килпатрик Трофи).

### 2011 — наст. вр.
В связи с переездом клуба НХЛ «Атланта Трэшерз» в Виннипег 2 июня 2011 года было объявлено о том, что клуб АХЛ «Манитоба Мус» переезжает в Сент-Джонс (провинция Ньюфаундленд и Лабрадор). «Сент-Джонс АйсКэпс» стали фарм-клубом воссозданной команды НХЛ «Виннипег Джетс» и провели в этом статусе четыре сезона.
Однако в 2015 году руководство «Джетс» решило перевести фарм-клуб в Виннипег, воссоздав «Мус».

## Клубные рекорды
Сезон
Голы (45) — Скотт Томас (1998-99)
Передачи (81) — Стефан Морин (1994-95)
Очки (114) — Стефан Морин (1994-95)
Штраф (285) — Уэйд Брукбэнк (2004-05)
Коэффициент пропущенных голов (2,04) — Кори Шнайдер (2008-09)
Процент отраженных бросков (93,6%) — Майкл Хатчинсон (2017-18)

Карьера в клубе
Голы — 158 — Джейсон Джеффри
Передачи — 244 — Джейсон Джеффри
Очки — 402 — Джейсон Джеффри
Штраф 1434 — Джимми Рой
Вратарские победы — 84 — Кори Шнайдер
Сухих игр — 12 — Кори Шнайдер
Количество игр — 603 — Джимми Рой

## Известные игроки
Список выступавших за клуб игроков, о которых есть статьи в русской Википедии, см. здесь 